# Número de Størmer
Un número de Størmer, también denominado número arcotangente-irreductible ,  es un número natural n, para el cual el factor primo más grande de (n2 + 1) es mayor o igual a 2n. 
El nombre se debe al geofísico y matemático noruego Carl Størmer. 

## Definición
Un número natural {\displaystyle n} es un número de Størmer si existe un número primo {\displaystyle p} con {\displaystyle p\geq 2n} y {\displaystyle p|(n^{2}+1)}, donde | denota la relación de divisibilidad.

## Ejemplo
n=33 es un número de Størmer. El mayor factor primo  de {\displaystyle n^{2}+1=33^{2}+1=1090=2\cdot 5\cdot 109} es {\displaystyle 109} y este es mayor que  {\displaystyle 2n=2\cdot 33=66}.

## Números de Størmer
Los siguientes son números de Størmer:
1, 2, 4, 5, 6, 9, 10, 11, 12, 14, 15, 16, 19, 20, 22, 23, 24, 25, 26, 27, 28, 29, 33, 34, 35, 36, 37, 39, 40, 42, 44, 45, 48, 49, 51, 52, 53, 54, 56, 58, 59, 60, 61, 62, 63, 64, 65, 66, 67, 69, 71, 74, 77, 78, 79, 80, 81, 82, 84, 85, 86, 87, 88, 89, 90, 92, 94, 95, 96, ...

## Ocurrencias
Los números de Størmer aparecen, por ejemplo, en el examen de los valores de la función arcotangente para argumentos enteros. Un valor tal se llama {\displaystyle \arctan(n)}-reducible, cuando se puede expresar como combinación lineal entera (de coeficientes enteros):
{\displaystyle \arctan(n)=\sum _{k=1}^{n-1}a_{k}\cdot \arctan(k),\quad a_{k}\in \mathbb {Z} }
de valores de esta función para argumentos enteros menores, como por ejemplo:
{\displaystyle \arctan(3)=3\cdot \arctan(1)-\arctan(2)},
{\displaystyle \arctan(7)=-\arctan(1)+2\cdot \arctan(2)},
{\displaystyle \arctan(8)=2\cdot \arctan(1)+\arctan(3)-\arctan(5)}.
Resulta entonces que {\displaystyle \arctan(n)} es irreducible, o sea, no puede expresarse por una combinación lineal del tipo indicado, exactamente cuando {\displaystyle n} es un número de Størmer. Esto explica la denominación alternativa número arcotangente-irreductible  que se menciona al comienzo. 